# دجران (المسيمير)

تعديل مصدري - تعديل

دجران هي إحدى قرى عزلة المسيمير بمديرية المسيمير التابعة لمحافظة لحج، بلغ تعداد سكانها 211 نسمة حسب تعداد اليمن لعام 2004.